# Universo de Grothendieck
Na teoria dos conjuntos, pelo menos com os axiomas de Zermelo-Fraenkel, é contraditória a existência de um conjunto incluindo todos os conjuntos. O conceito de universo de Grothendieck (de Alexander Grothendieck, matemático alemão) permite considerar conjuntos que, apesar de não incluírem todos os conjuntos, são suficientemente grandes para permitir certas operações matemáticas.

## Definição
Um universo de Grothendieck  é um conjunto U com as propriedades:
1. Se x é um elemento de U e y é um elemento de x, então y é um elemento de U (isto é, U é um conjunto transitivo.)
2. Se x e y são elementos de U, então o conjunto {x, y} é um elemento de U.
3. Se x é um elemento de U, então o conjunto das partes P(x) é um elemento de U.
4. Se I (um conjunto de índices) é um elemento de U, e, para cada i ∈ I, há um elemento xi ∈ U, a união ⋃i ∈ I xi pertence a U.

Com essas regras, os universos de Grothendieck mais simples serão o conjunto vazio, e conjunto dos conjuntos hereditariamente finitos (isto é, os conjuntos que podem ser descritos usando uma quantidade finita dos símbolos "∅", "{ }" e vírgula). Para eliminar esses casos triviais, alguns autores exigem que o conjunto ℕ = {∅, {∅}, {∅, {∅}}, …} dos ordinais finitos pertença a U.
O axioma de universos diz que, para todo conjunto x, existe universo de Grothendieck U tal que x ∈ U.

## Propriedades
Cada universo de Grothendieck U também satisfaz:
- Se x, y ∈ U, a dupla (x, y) (definida na teoria de conjuntos como {{x}, {x, y}}) pertence a U.
- Se x ∈ U e y ⊆ x, y ∈ U.
- Se X ∈ U e Y ∈ U, X × Y ∈ U.[1]

Cada universo de Grothendieck incluindo ℕ é um ∈-modelo para os axiomas de Zermelo-Fraenkel, de modo que sua existência não pode ser demonstrada por estes axiomas.